# Romeo and Juliet (film fra 2013)
 For alternative betydninger, se Romeo and Juliet. (Se også artikler, som begynder med Romeo and Juliet)
Romeo og Julie er en britisk-italiensk-amerikansk romantisk dramafilm fra 2013. Den er instrueret af Joshua Michael Stern, og har Douglas Booth og Hailee Steinfeld i hovedrollerne som Romeo og Julie. Filmen er baseret på det klassiske skuespil skrevet af William Shakespeare. Denne version er mere rettet mod den traditionelle historie, akkurat som Franco Zeffirellis version fra 1968.

## Handling
Romeo (Booth) og Julie (Steinfeld) møder og falder for hinanden ved første blik, men familierne til de to turtelduer er bitre fjender, og forbyder dem at være sammen. Det stopper dem imidlertid ikke fra å prøve.